# Грамов, Марат Владимирович
Марат Владимирович Грамов (27 ноября 1927, Торопецкий район, Ленинградская область — 26 февраля 1998, Москва) — советский спортивный функционер, государственный и партийный деятель. Кандидат в члены ЦК КПСС (1986—1990). Депутат Верховного Совета СССР 11-го созыва (1984—1989). Кандидат исторических наук (1976). Член КПСС с 1951 года. Член МОК с 1988 по 1992 год.

## Биография
Родился 27 ноября 1927 года в Бридино Торопецкого уезда Псковской губернии (ныне Торопецкий район, Тверская область). Окончил Саратовскую высшую партийную школу (1959).
С декабря 1944 по ноябрь 1947 года служил в Красной Армии радиотелеграфистом в войсках ПВО.
С 1948 года — заведующий сектором, заведующий отделом Усть-Джегутинского райкома ВЛКСМ Ставропольского края.
В 1950 году — второй секретарь Либкнехтовского райкома ВЛКСМ Ставропольского края.
С 1950 года — первый секретарь Спицевского райкома ВЛКСМ Ставропольского края.
С 1953 года — заведующий отделом редакции краевой газеты «Молодой ленинец», г.Ставрополь.
С 1955 года — слушатель Саратовской высшей партийной школы.
С 1959 года — редактор районной газеты «Знамя Октября» Курсавского района Ставропольского края.
С 1960 года — второй секретарь Курсавского райкома КПСС Ставропольского края.
С 1961 года — заведующий отделом партийной жизни, заместитель редактора, первый заместитель редактора краевой газеты «Ставропольская правда»
С 1964 года — заместитель заведующего отделом пропаганды и агитации Ставропольского крайкома КПСС.
С 1967 года — инструктор, заведующий сектором Отдела пропаганды ЦК КПСС.
С 1974 по 1983 год — заместитель заведующего Отделом пропаганды ЦК КПСС.
Владимир Н. Ерёменко отмечал: «Головокружительный рост по службе инструктора-ставропольца Марата Грамова, конечно, не мог быть случайностью. Из инструкторов в зав. сектором, а затем и в зам. зав. отделом и всего за три года! Его, несомненно, тянула сильная рука. И ею был Кулаков, с которым он работал в ставропольском обкоме».
В 1983—1986 годах — Председатель Комитета по физической культуре и спорту при Совете Министров СССР.
29 апреля 1984 года направил в Политбюро ЦК КПСС записку с обоснованием нецелесообразности участия советских спортсменов в Олимпиаде 1984 года в Лос-Анджелесе. В результате было принято решение о бойкоте этой Олимпиады СССР, как ответ на бойкот США Олимпийских игр 1980 года в Москве.
С апреля 1986 по июль 1989 года — председатель Государственного комитета СССР по физической культуре и спорту. В июле 1989 года не был переутверждён в должности Верховным Советом СССР. Есть версия, что отставку Грамова спровоцировало его неудачное выступление в эфире телевизионной программы «Арена».
С 1983 по 1989 год — Председатель НОК СССР.
С июля 1989 года — персональный пенсионер союзного значения.
Скончался 26 февраля 1998 года в Москве. Похоронен на 10-м участке (новая территория) Кунцевского кладбища.

## Награды
- Орден Ленина (26.11.1987);
- Орден Трудового Красного Знамени;
- Орден Дружбы народов (14.11.1980)[8];
- два ордена «Знак Почёта»;
- Кавалер ордена ФИФА «За заслуги»[9].